# Pseudendestes australis
Pseudendestes australis es una especie de coleóptero de la familia Zopheridae.

## Distribución geográfica
Habita en Queensland (Australia).